# 中村重樹
中村 重樹（なかむら しげき、1939年1月11日 - ）は、日本のアートディレクター、パッケージデザイナー、グラフィックデザイナー。JPDA／パッケージデザイン協会、JAGDA／社団法人日本グラフィックデザイナー協会を、70歳を機に退会した。

## 略歴
- 1961年（昭和36年） - 木村勝に師事／株式会社パッケージディレクション
- 1962年（昭和37年） - 独立
- 1964年（昭和39年） - 25歳でトータルデザインオフィス COPAC設立。アートディレクターとして活動を始める。
- 1987年（昭和62年） - 東京から真鶴へ移住。トータルデザインコンサルタント会社、有限会社コブル・コラボレーションを設立。アートディレクターとしてデザイン活動を展開。
- 1990年（平成2年） - 伝統文様のデジタル化を開始。
- 1991年（平成3年） - 湯河原の和菓子店の建て替えに際して、店舗設計から商品パッケージに至るまでのトータルデザインを手掛ける。
- 1992年（平成4年） - 象設計集団（TEAM ZOO）企画・設計による『三島源兵衛川公園』、『常陸大宮市(旧山方町)パークアルカディア・プラネタリウムエントランス』などの美術監督をつとめる。
- 1995年（平成7年） - 『EPS文様図鑑』としてCD-ROM発売を始める。完全分解パスデータ素材集の先がけとなる。
- 2005年（平成17年） - 『EPS文様図鑑』の解説書ともなる「文様資料書」シリーズをエムディエヌコーポレーションより出版。

## 主な受賞歴
- パッケージ展最高賞
- 印刷工業会長賞
- 特別賞
- 部門賞
- 通商産業大臣賞

など

## 主な仕事
- 山崎製パン
- 明星チャルメラ
- クレラップ
- 永谷園
- ネオシーダー
- ミツカン酢
- ツムラ
- 清酒関山

他多数

## 著書
- 『日本の伝統文様 CD-ROM素材250』エムディエヌコーポレーション　ISBN 9784844358121
- 『中国の装飾文様 CD-ROM素材250』エムディエヌコーポレーション　ISBN 9784844358282
- 『世界の伝統文様 CD-ROM素材250』エムディエヌコーポレーション　ISBN 9784844358497
- 『江戸の伝統文様 CD-ROM素材250』エムディエヌコーポレーション　ISBN 9784844358664
- 『日本の伝統文様「雲と波」 CD-ROM素材250』エムディエヌコーポレーション　ISBN 9784844359227
- 『日本の伝統文様「花鳥風月」 CD-ROM素材250』エムディエヌコーポレーション　ISBN 9784844359654
- 『世界の民族文様　CD-ROM付』エムディエヌコーポレーション　ISBN 9784844359975
- 『京の絵模様素材集 はんなり＆ほっこり　CD-ROM付』エムディエヌコーポレーション　ISBN 9784844360537
- 『日本の伝統文様 DVD-ROM素材250 高解像度改訂版』エムディエヌコーポレーション　ISBN 9784844361985
- 『江戸の伝統文様 DVD-ROM素材250 高解像度改訂版』エムディエヌコーポレーション　ISBN 9784844361992
- 『日本と世界の美しい伝統文様 CD-ROM』エムディエヌコーポレーション　ISBN 9784844359500
- 『Pattern Sourcebook: Around the World』Rockport Publishers（英語版）ISBN 9781592534968
- 『Pattern Sourcebook: Nature』Rockport Publishers（英語版）ISBN 9781592535583
- 『Pattern Sourcebook: Nature 2』Rockport Publishers（英語版）ISBN 9781592535590
- 『Pattern Sourcebook: Chinese Style』Rockport Publishers（英語版）ISBN 9781592534975
- 『Pattern Sourcebook: Japanese Style』Rockport Publishers（英語版）ISBN 9781592534982
- 『Pattern Sourcebook: Japanese Style 2』Rockport Publishers（英語版）ISBN 9781592535606
- 『日本傳統文樣250 (附CD-R)』如何出版社有限公司（中国語-繁体字版）ISBN 9789861361499
- 『日本傳統文樣: 花鳥風月250 (附CD-R)』如何出版社有限公司（中国語-繁体字版）ISBN 9789861361819
- 『Pattern dal mondo』LOGOS EDIZIONI（イタリア語版）ISBN 9788879408288
- 『Pattern dalla Cina』LOGOS EDIZIONI（イタリア語版）ISBN 9788879408264
- 『250 motifs & design du monde』FLEURUS EDITIONS（フランス語版）ISBN 9782215091400
- 『250 motifs et design nature』FLEURUS EDITIONS（フランス語版）ISBN 9782215102281
- 『250 motifs et design nature/2』FLEURUS EDITIONS（フランス語版）ISBN 9782215102298
- 『250 motifs & design chinois』FLEURUS EDITIONS（フランス語版）ISBN 9782215091394
- 『250 motifs & design japonais』FLEURUS EDITIONS（フランス語版）ISBN 9782215091387
- 『250 motifs & design japonais/2』FLEURUS EDITIONS（フランス語版）ISBN 9782215102311

## 関連人物
- 木村勝
- 光山樹太郎